# 全部ブロック
「全部ブロック」（ぜんぶブロック）は、Non Stop Rabbitの楽曲。メジャー4作目、通算8作目のデジタル配信限定シングルとしてポニーキャニオンより2021年7月28日に各音楽配信サービスにてリリースされた。

## 概要
前作『静かな風』のリリースから約3ヶ月ぶりのリリースとなる。
誹謗中傷や炎上などの、ネットに飛び交う匿名の罵詈雑言や、SNSアカウントの先にいるはずの人々の間で交わされる心も顔もないコミュニケーションなど、慢性的になりつつある社会問題を斬る楽曲となっている。
今作は、ミュージックビデオの監督と作詞作曲の他、ジャケットのデザインも田口達也が手掛けている。
配信リリースを記念して、リリース当日にAWAのLOUNGEにてメンバーとチャットができる「Non Stop Rabbit特集」という企画が実施される。

## ミュージック・ビデオ
全部ブロック
監督：田口達也 / 製作：UNorder music entertainment
妃乃ゆりあが出演している。7月24にプレミア公開でYouTube上に投稿された。

## 収録内容
| #         | タイトル         | 作詞・作曲 | 編曲           | 時間 |
| --------- | ---------------- | ---------- | -------------- | ---- |
| 1.        | 「全部ブロック」 | 田口達也   | 鈴木Daichi秀行 | 3:15 |
| 合計時間: | 合計時間:        | 合計時間:  | 合計時間:      | 3:15 |